# Мъжът вкъщи
„Мъжът вкъщи“ (на английски: Man of the House) е американска семейна комедия от 1995 г. на режисьора Джеймс Ор, който е съсценарист със Джим Крюкшанк, по сюжета на Дейвид Пекинпах и Ричард Джефрис, с участието на Чеви Чейс, Фара Фосет, Джонатан Тейлър Томас и Джордж Уендт. Филмът е заснет във Лос Анджелис и Ванкувър, Канада.